# Vysílač Novotných vršek
Televizní dokrývač Novotných vršek se nachází na stejnojmenném vrchu, poblíž obce Zdíkov, v nadmořské výšce 768 m n. m.
Televizním signálem dokrývá především jihozápadně část Jihočeského kraje. Kromě televizního vysílače a ostatních radioreléových spojů jsou zde umístěny i základnové stanice (BTS) mobilních operátorů O2 a T-Mobile.

## Vysílané stanice

### Televize
Z Novotných vršku jsou vysílány následující televizní multiplexy:
|        | Multiplex    | Kanál | Kmitočet | Výkon (ERP) | Polarizace   |
| ------ | ------------ | ----- | -------- | ----------- | ------------ |
| DVB-T2 | Multiplex 21 | 39    | 618 MHz  | 0,01 kW     | horizontální |
| DVB-T2 | Multiplex 22 | 27    | 522 MHz  | 0,01 kW     | horizontální |
| DVB-T2 | Multiplex 23 | 22    | 482 MHz  | 0,01 kW     | horizontální |

## Ukončené vysílání

### Digitální vysílání DVB-T
Vypínání probíhalo od 13. února 2020 do 14. července 2020.
|       | Multiplex   | Kanál | Kmitočet | Výkon (ERP) | Polarizace   |
| ----- | ----------- | ----- | -------- | ----------- | ------------ |
| DVB-T | Multiplex 1 | 49    | 698 MHz  | 0,01 kW     | horizontální |
| DVB-T | Multiplex 2 | 39    | 618 MHz  | 0,01 kW     | horizontální |